# Orobanche corymbosa
Orobanche corymbosa är en snyltrotsväxtart som först beskrevs av Per Axel Rydberg, och fick sitt nu gällande namn av Roxana Stinchfield Ferris. Orobanche corymbosa ingår i släktet snyltrötter, och familjen snyltrotsväxter.

## Underarter
Arten delas in i följande underarter:
- O. c. corymbosa
- O. c. mutabilis

## Bildgalleri

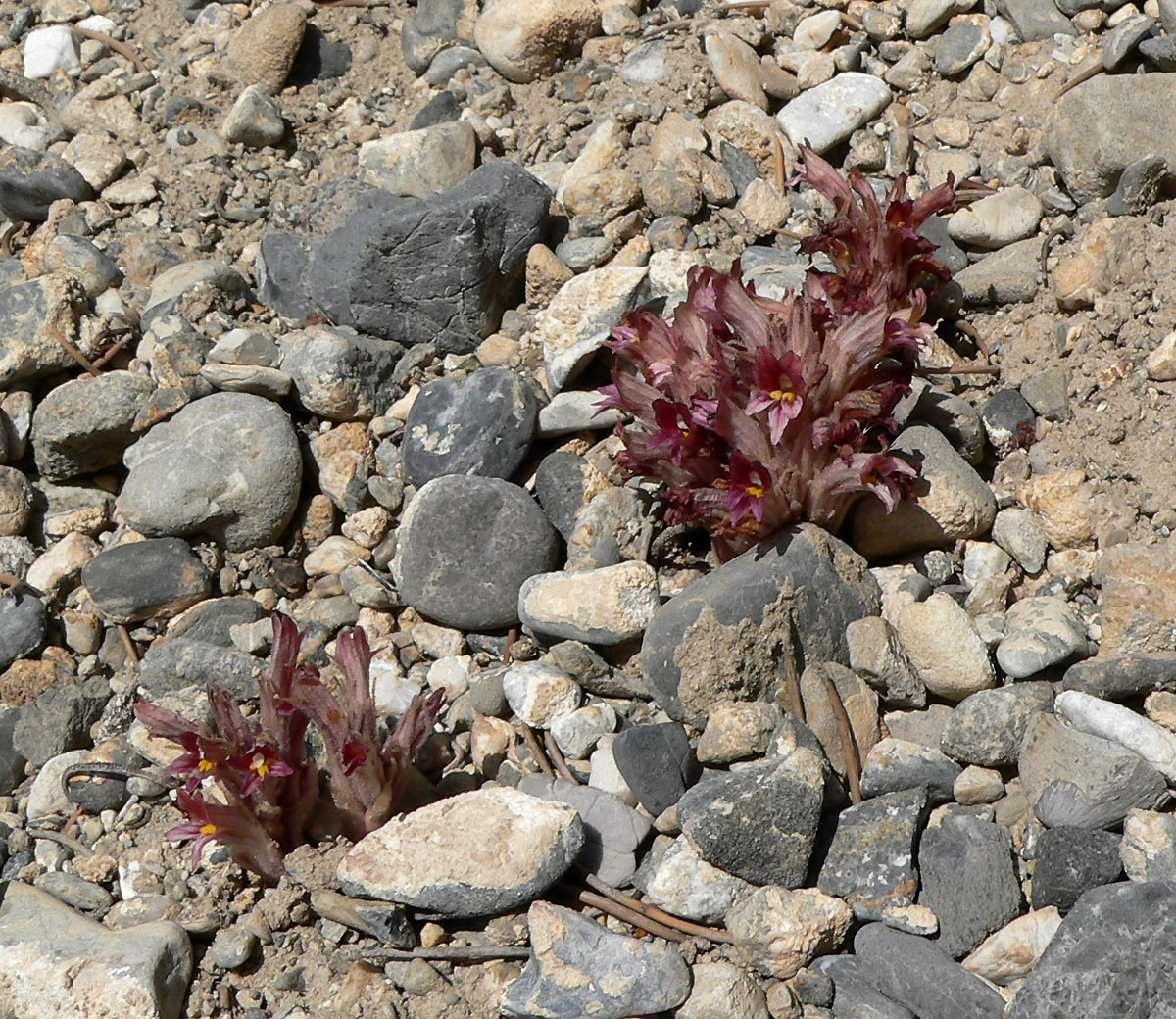
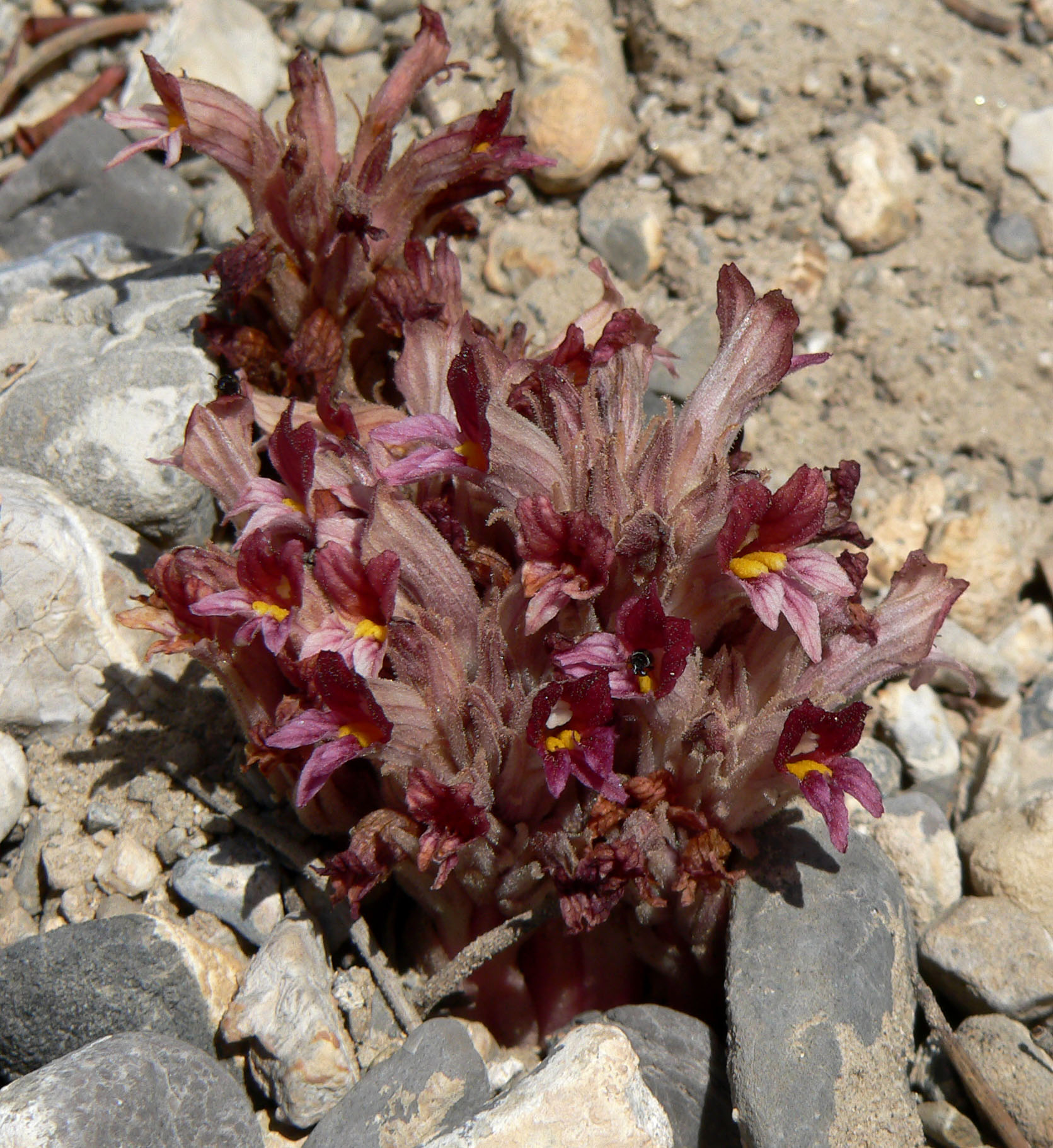
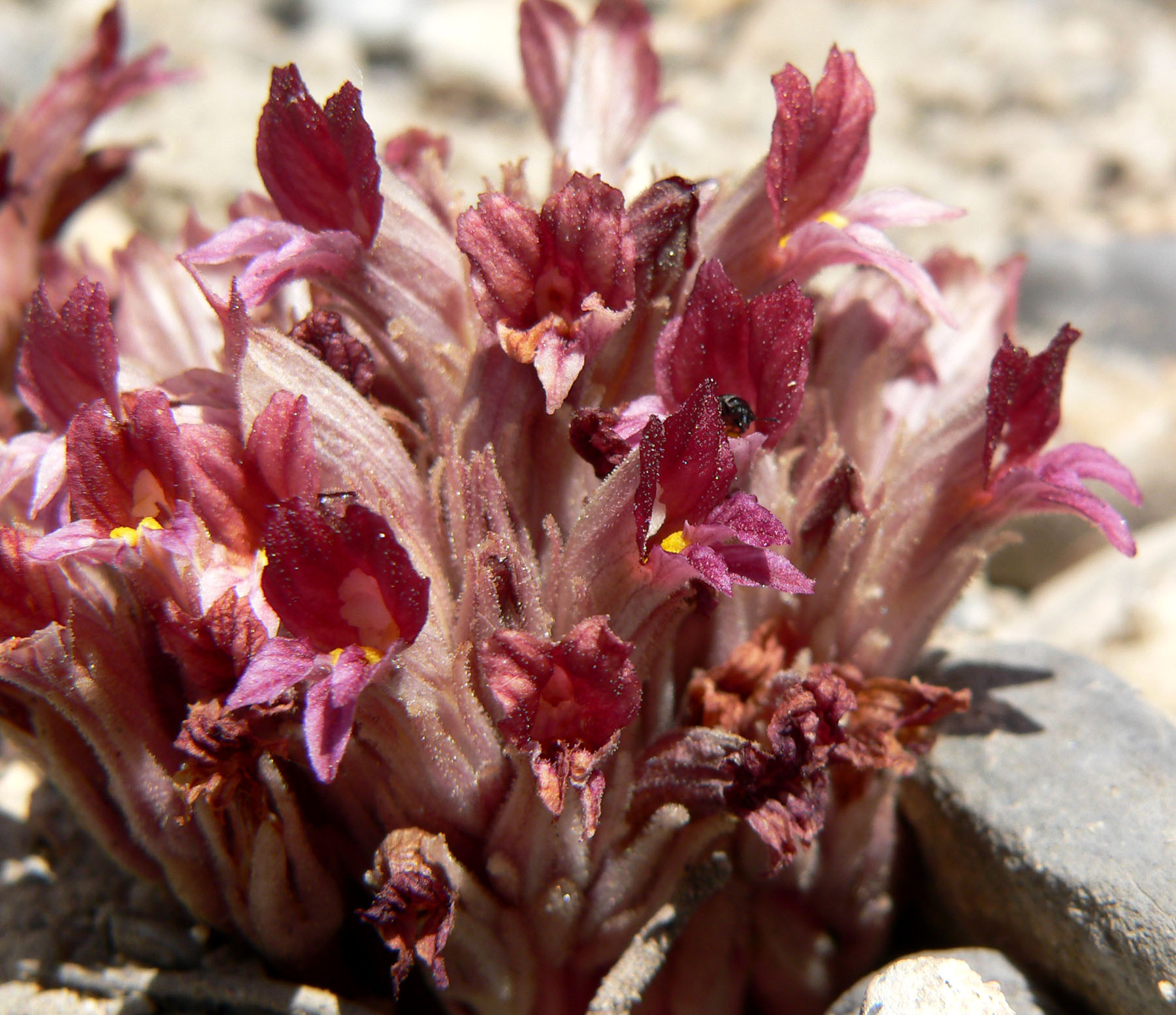
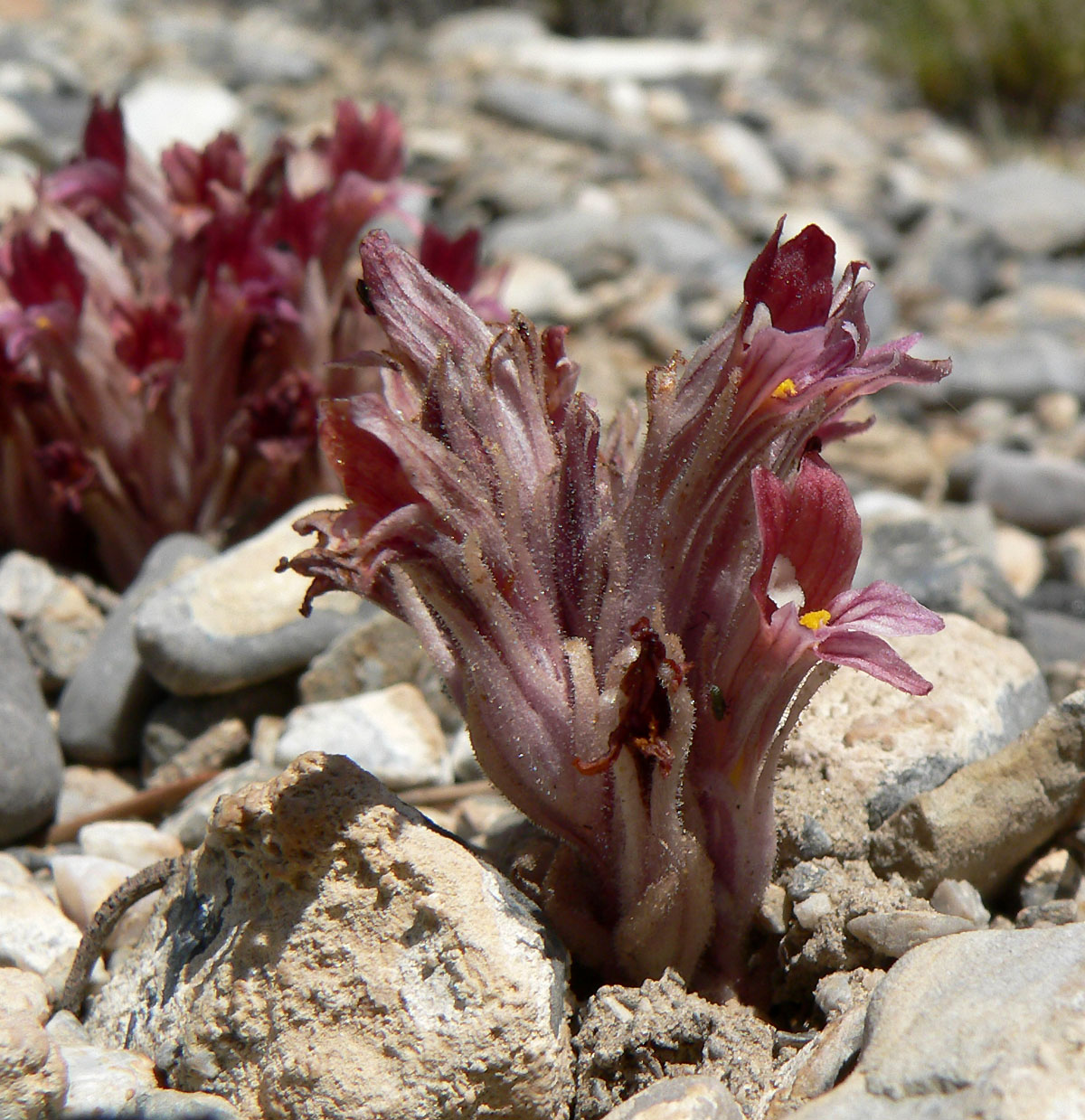